# Oberdorf (Basilea Campagna)
Oberdorf (toponimo tedesco) è un comune svizzero di 2 430 abitanti del Canton Basilea Campagna, nel distretto di Waldenburg.

## Monumenti e luoghi d'interesse

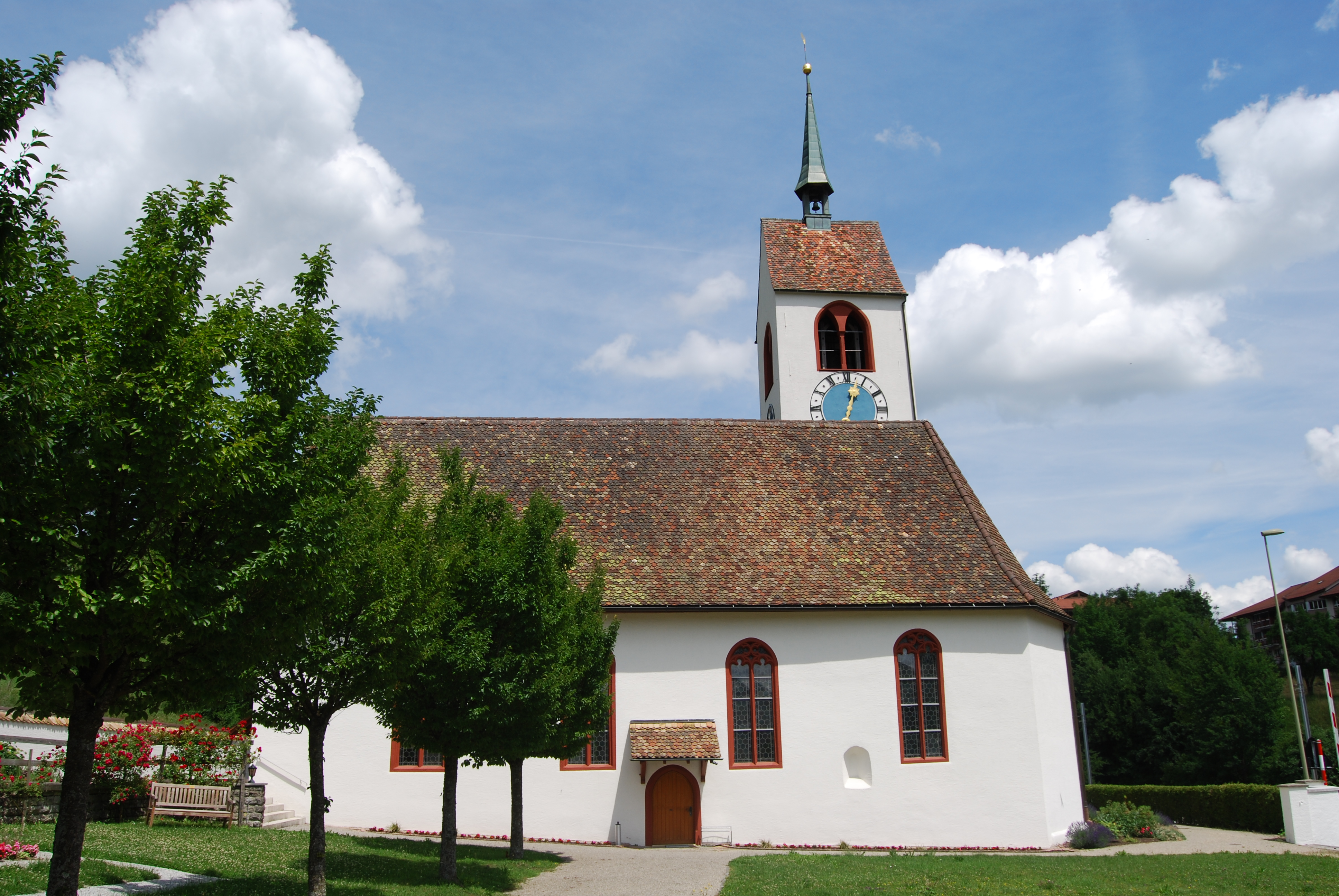
La chiesa riformata

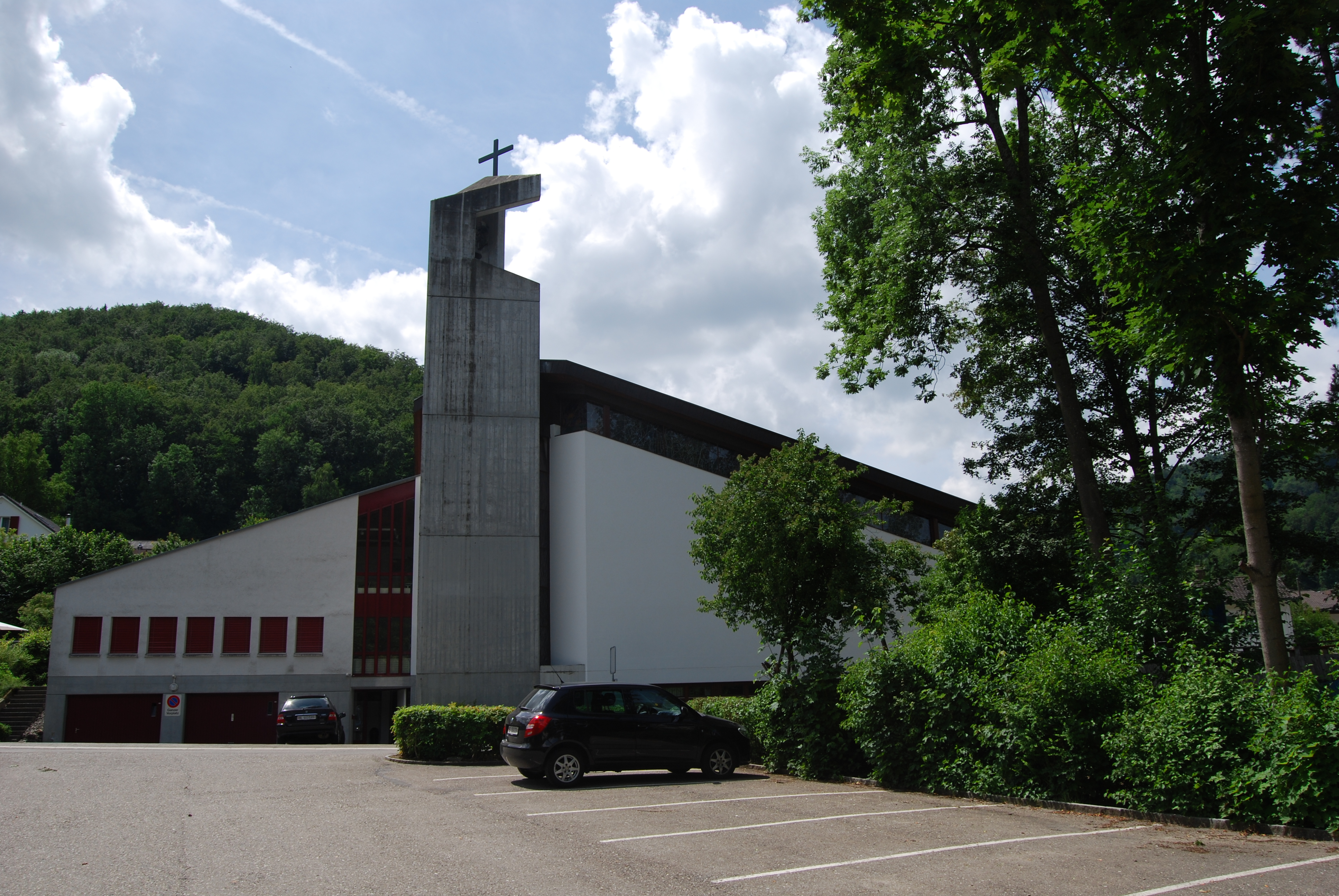
La chiesa cattolica

- Chiesa riformata (già di San Pietro), eretta nel XIV-XV secolo[1];
- Chiesa cattolica.

## Società

### Evoluzione demografica
L'evoluzione demografica è riportata nella seguente tabella:
Abitanti censiti

## Infrastrutture e trasporti
Niederdorf è servito dalle stazioni di Oberdorf e di Oberdorf Winkelweg sulla ferrovia Waldenburgerbahn.

## Amministrazione
Ogni famiglia originaria del luogo fa parte del cosiddetto comune patriziale e ha la responsabilità della manutenzione di ogni bene ricadente all'interno dei confini del comune.